# Naganötväcka
Naganötväcka (Sitta nagaensis) är en fågel i familjen nötväckor inom ordningen tättingar som huvudsakligen förekommer i Sydostasien.

## Kännetecken

### Utseende
Naganötväckan är en medelstor (12,5-14 cm), typisk nötväcka med blågrå ovansida och svart ansiktsmask. Den skiljer sig från liknande himalayanötväckan och kanelnötväckan genom sin ljust gråbeige undersida som tydligt kontrasterar med rödbrunt på nedre flankerna och undergumpen. Undre stjärttäckarna är vitfläckade.

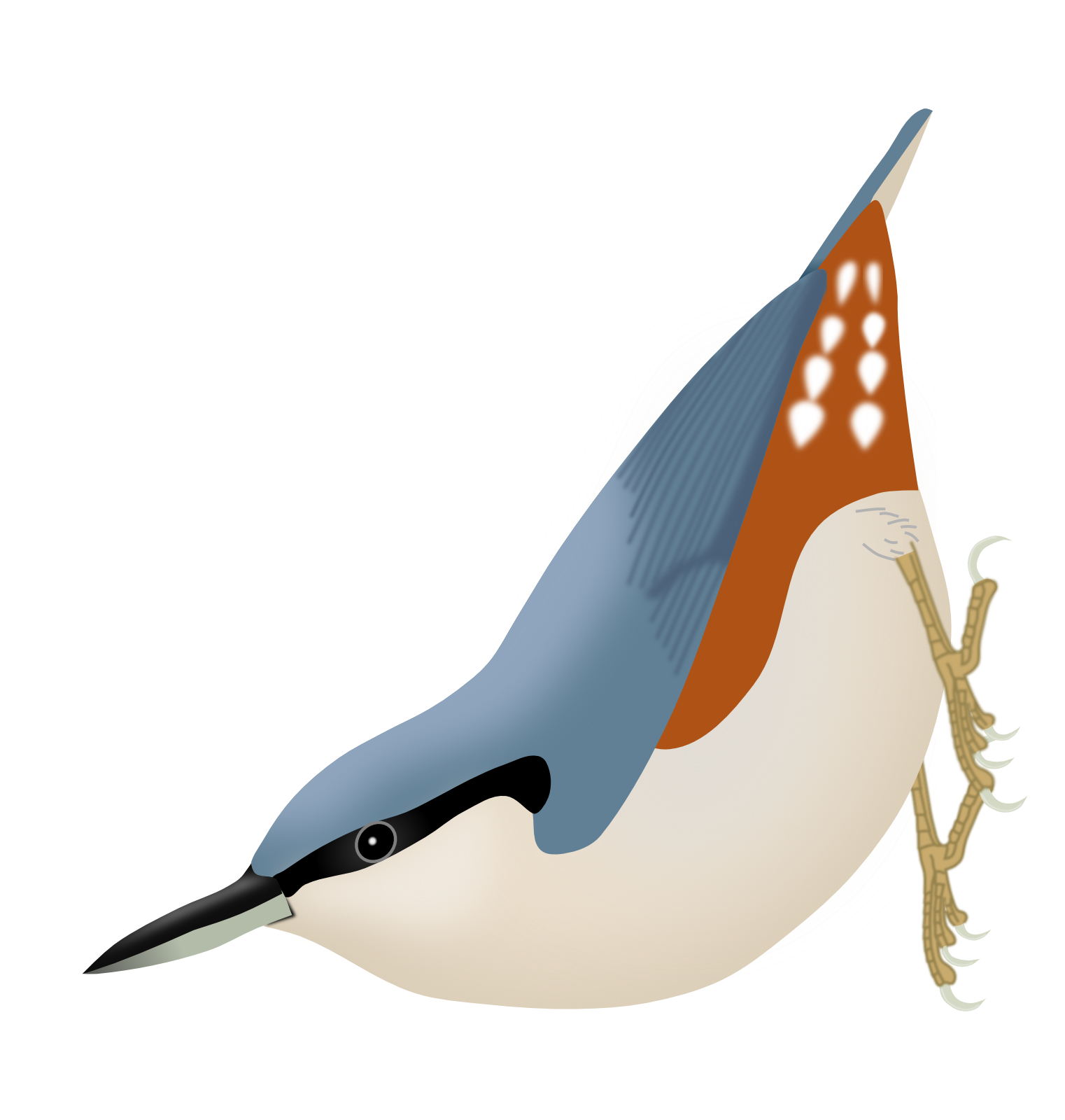

### Läten
Sången är en snabb skallrande eller darrande serie: "chichichichichi", ibland gällare och mer åtskilt "chi-chi-chi-chi-chi" eller mycket långsammare "diu-diu-diu-diu-diu". Bland lätena hörs gnissliga "tsit", torrare "chit" (som kan förlängas i en serie", som varningsläte metalliska "tsit" och gnälliga, nasala "quir".

## Utbredning och systematik
Naganötväcka delas in i tre underarter med följande utbredning:
- Sitta nagaensis montium – förekommer i södra och östra Kina (sydöstra Tibet, Sichuan, Yunnan och sydvästligaste Guizhou med en isolerad population i nordvästra Fujian), norra Laos, nordvästra Vietnam (västra Tonkin), nordostligaste Indien (nordöstra Arunachal Pradesh), östra Burma (norra Kachin söderut till södra Shanstaten) samt nordvästra Thailand
- Sitta nagaensis nagaensis – förekommer i nordöstra Indien (bergskedjan Patkai i sydöstra Arunachal Pradesh, Nagaland, Manipur, Cachar Hills i södra Assam samt Khasi Hills i Meghalaya) samt västra Burma (norra Chin Hills)
- Sitta nagaensis grisiventris – förekommer i sydvästra Burma (Mount Victoria och sannolikt andra bergsområden i centrala och södra Chin Hills), södra Laos (Bolovensplatån) och södra Vietnam (Da Lat-platån söderut till Moun Pantar)

De väl åtskilda populationerna i Laos, västra Myanmar och Vietnam som placeras i grisiventris kan möjligen utgöra flera underarter.

### Artstatus
Naganötväckan har tidigare behandlats som en del av nötväckan, men dessa har olika läten. Där de överlappar i östra Kina skiljer de sig också åt ekologiskt, där naganötväckan hittas i bergsskogar och nötväckan i låglänta områden.

## Levnadssätt
Naganötväckan hittas i städsegrön lövskog, blandskog och ren barrskog i bergstrakter på mellan 1000 och 2800 meters höjd. Fågeln häckar mellan mars och juni i nordöstra Indien, i Myanmar mellan april och början juni i öster och nyligen flygga ungar påträffade i slutet av mars i väster (Mount Victoria). Fågeln bygger sitt bo i ett hål i ett träd upp till tio meter ovan mark, vari den lägger två till fem rödfläckigt vita ägg. Utanför häckningstid ses den ofta i blandade artflockar, antagligen på jakt efter små leddjur och frön, även om dess föda inte studerats i detalj.

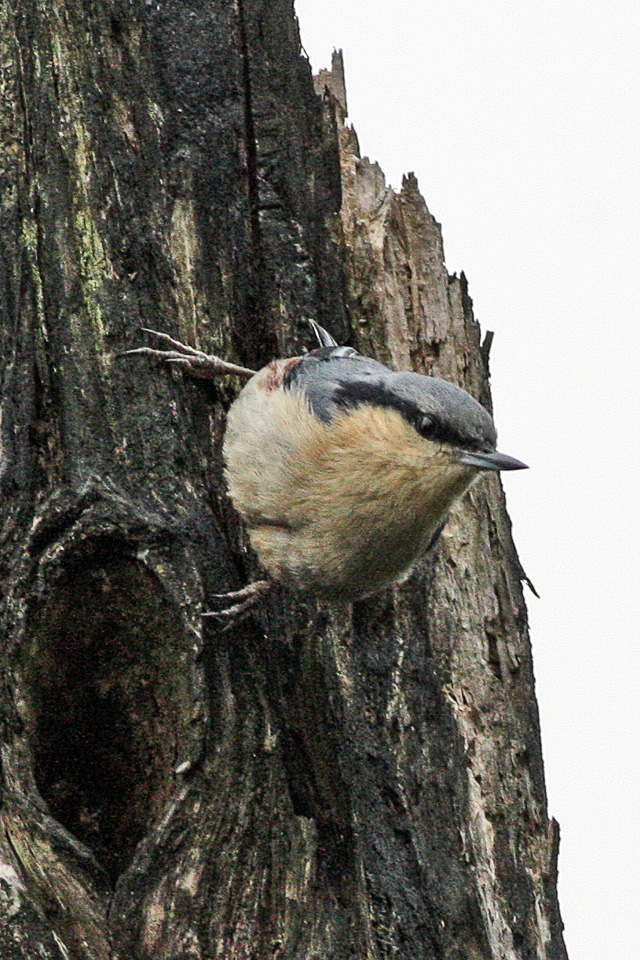
En naganötväcka i Sichuan, Kina.

## Status och hot
Arten har ett stort utbredningsområde och en stor population, men tros minska i antal, dock inte tillräckligt kraftigt för att den ska betraktas som hotad. Internationella naturvårdsunionen IUCN kategoriserar därför arten som livskraftig (LC). Världspopulationen har inte uppskattats men den beskrivs som generellt ganska vanlig.

## Namn
Artens både svenska och vetenskapliga namn syftar på delstaten Nagaland i nordöstra Indien.